# Johannes Andersson i Långaryd
Johannes Andersson, född 19 april 1834 i Mjälleryd, Långaryds socken, död 6 februari 1922 i Långaryds socken, var en svensk orgelbyggare.

## Biografi
Andersson föddes 19 april 1834 på Mjälleryd i Långaryds socken. Han var son till danmannen Anders Johan Lorentsson och Anna Christina Andersdotter. 1863 flyttade han hemifrån till Nyarp Västergård och började att arbeta som dräng. Andersson gifte sig där 31 oktober 1867 med Anna Gustafva Nilsdotter. De får två barn tillsammans Amandus (1868) och Johan Alfrid (1873).
Dag Edholm omnämner honom "Bonde och amatörorgelbyggare, Nyarp, Långaryd. Sannolikt självlärd. Synes ha börjat sin verksamhet som orgelbyggare med att tillverka små hemorglar med träpipor om 1-2 stämmor. Byggde 1864-90 omkring 20 orglar till kyrkor i Göteborgs och Växjö stift, delvis tillsammans med Carl Johannes Carlsson i Virestad. Deras största arbete tillsammans var det 22-stämmiga verket till Älghults kyrka. Fem av Anderssons arbeten har bevarats bland annat i Kållerstads kyrka, Mästocka kapell, Redslareds kyrka och Torskinge kyrka.
Utöver nedanstående arbeten utförde han en omändring av orgeln i Tofteryds kyrka. Enligt en del uppgifter ska han även byggt kyrkorgel i Odensjö kyrka 1864 och Mistelås kyrka. Under en tremånadsperiod fick han möjlighet att praktisera på Söderlings orgelbyggarfirma i Göteborg. Han fick även arbete hos de danska orgelbyggarna Marcussen & Søn när de byggde kyrkorgeln i Färgaryds kyrka.

## Orgelbyggen
| År                          | Ursprunglig kyrka | Stift     | Bild | Manualer | Pedal        | Stämmor | Bevarad orgel/fasad | Övrigt |
| --------------------------- | ----------------- | --------- | ---- | -------- | ------------ | ------- | ------------------- | --- |
| 1860-talet eller 1880-talet | Hemorgel          |           |      | 1        | -            | 2       | Ja/Ja               | Ägdes före 1983 av Dag Edholm. Orgeln renoverades och sattes upp i Södra Unnaryds församlingshem år 1983 av Sven Larsson, Södra Unnaryd.     |
| 1864                        | Odensjö kyrka     | Växjö     |      |          |              | 4 1⁄2   | Nej/Nej             | En ny orgel byggdes 1915 av Eskil Lundén, Göteborg.                                                                                          |
| 1865                        | Bondstorps kyrka  | Växjö     |      |          |              | 5       | Nej/Nej             | En ny orgel byggdes 1907 av E. A. Setterquist & Son, Örebro.                                                                                 |
| 1867 eller 1868             | Gryteryds kyrka   | Växjö     |      |          |              | 6       | Nej/Nej             | En ny orgel byggdes 1949 av E. A. Setterquist & Son Eftr., Örebro.                                                                           |
| 1868                        | Burseryds kyrka   |           |      |          |              |         |                     | |
| 1870                        | Moheda kyrka      |           |      |          |              |         |                     | |
| 1873                        | Hjärtums kyrka    |           |      |          |              |         |                     | |
| 1874                        | Jälluntofta kyrka | Växjö     |      |          |              | 13      | Nej/Nej             | En ny orgel byggdes 1963 av Västbo Orgelbyggeri, Långaryd.                                                                                   |
| 1875                        | Bredaryds kyrka   | Växjö     |      |          |              | 12      | Nej/Ja              | Orgeln byggdes tillsammans med Carl Johannes Carlsson, Virestad. En ny orgel byggdes 1953 av Frederiksborgs Orgelbyggeri, Hilleröd, Danmark. |
| 1875                        | Torskinge kyrka   | Växjö     |      | 1        | Självständig | 6       | Ja/Ja               | Orgeln renoverades 1971 av Västbo Orgelbyggeri, Långaryd.                                                                                    |
| 1876                        | Veinge kyrka      | Göteborgs |      |          |              | 16      | Nej/Nej             | Orgeln byggdes tillsammans med Carl Johannes Carlsson, Virestad. En ny orgel byggdes 1941 av A Mårtenssons Orgelfabrik AB, Lund.             |
| 1877                        | Vapnö kyrka       | Göteborgs |      |          |              | 7       | Nej/Ja              | Orgeln byggdes tillsammans med Carl Johannes Carlsson, Virestad. En ny orgel byggdes 1969 av Västbo Orgelbyggeri, Långaryd.                  |
| 1875 eller 1877             | Kållerstads kyrka | Växjö     |      | 1        | Självständig | 13      | Ja/Ja               | Orgeln byggdes tillsammans med Carl Johannes Carlsson, Virestad.                                                                             |
| 1879                        | Lidhults kyrka    | Växjö     |      |          |              | 18      | Nej/Ja              | En ny orgel byggdes 1960 av Frederiksborgs Orgelbyggeri, Hilleröd, Danmark.                                                                  |
| 1880                        | Älghults kyrka    | Växjö     |      |          |              | 22      | Nej/Nej             | Orgeln byggdes tillsammans med Carl Johannes Carlsson, Virestad. En ny orgel byggdes 1941 av A Mårtenssons Orgelfabrik AB, Lund.             |
| 1882                        | Aneboda kyrka     |           |      |          |              |         |                     | |
| 1882                        | Sandviks kyrka    | Växjö     |      |          |              | 5       | Nej/Nej             | En ny orgel byggdes 1901 av Johannes Magnusson, Göteborg.                                                                                    |
| 1884                        | Redslareds kyrka  | Göteborgs |      | 1        | Självständig | 9       | Ja/Ja               | Orgeln renoverades 1961 av Tostareds Kyrkorgelfabrik, Tostared.                                                                              |
| 1886                        | Kulltorps kyrka   | Växjö     |      |          |              | 8       | Nej/Ja              | En ny orgel byggdes 1912 av Eskil Lundén, Göteborg.                                                                                          |
| 1888                        | Hagshults kyrka   | Växjö     |      |          |              | 8       | Nej/Nej             | En ny orgel byggdes 1945 av John Grönvall Orgelbyggeri, Lilla Edet.                                                                          |
| 1890                        | Mästocka kapell   | Göteborgs |      | 1        | Självständig | 6       | Ja/Ja               | Orgeln renoverades 1969 av Anders Perssons Orgelbyggeri, Viken.                                                                              |

### Ombyggnationer och reparationer
| År   | Ursprunglig kyrka | Stift | Bild | Manualer | Pedal        | Stämmor | Bevarad orgel/fasad | Övrigt                                                                               |
| ---- | ----------------- | ----- | ---- | -------- | ------------ | ------- | ------------------- | ------------------------------------------------------------------------------------ |
| 1886 | Tofteryds kyrka   | Växjö |      | 1        | Självständig | 13      | Ja/Ja               | Andersson omändrade en orgel 1886. Den var byggd 1855 av August Rosenborg, Vadstena. |